# Poperecine, Pavlohrad
Poperecine (în ucraineană Поперечне) este localitatea de reședință a comunei Poperecine din raionul Pavlohrad, regiunea Dnipropetrovsk, Ucraina.

## Demografie
Componența lingvistică a localității Poperecine
     Ucraineană (58,82%)
     Rusă (38,73%)
     Alte limbi (0,98%)
Conform recensământului din 2001, majoritatea populației localității Poperecine era vorbitoare de ucraineană (58,82%), existând în minoritate și vorbitori de rusă (38,73%).